# 五星乡 (简阳市)
五星乡，是中华人民共和国四川省资阳市简阳市曾经下辖的一个乡。2019年12月，撤消五星乡，原五星乡所属行政区域为平泉街道的行政区域。

## 行政区划
五星乡撤销前下辖以下地区：
高坪村、农建村、群乐村、荣誉村、三堰村、太阳村、团河村、五星村、永安村、又新村和梓桐村。